# Sempergalerie

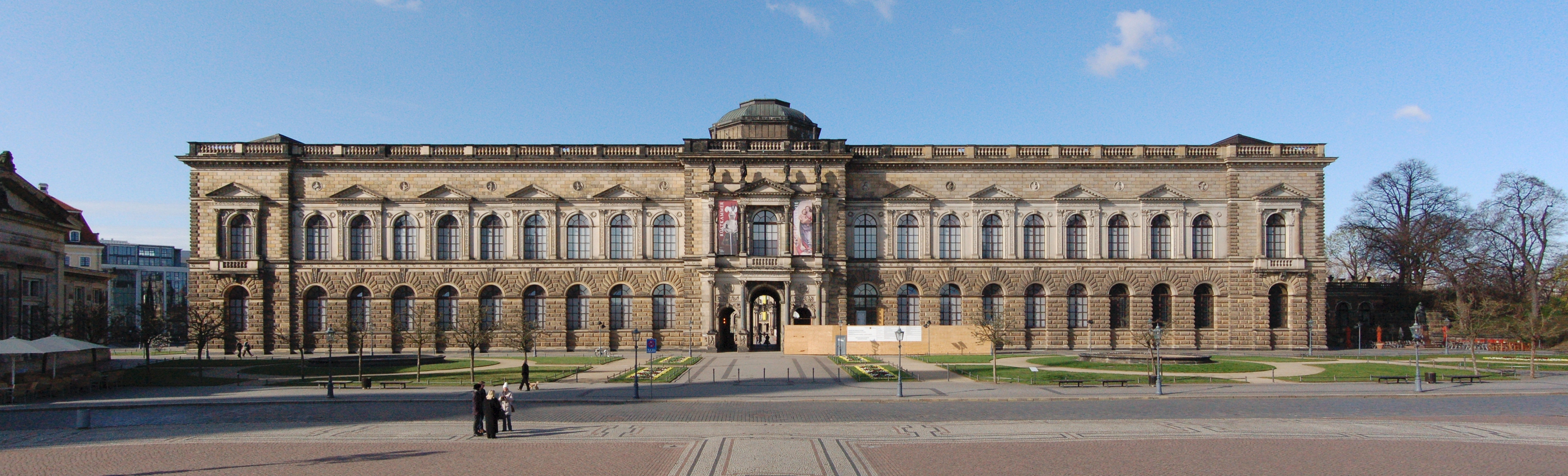
Sempergalerie, Ansicht vom Theaterplatz

Die Sempergalerie ist ein Galeriegebäude am Theaterplatz in Dresden. Sie wurde 1847 bis 1854 durch Friedrich August II. von Gottfried Semper im Neurenaissancestil erbaut. Nach der Zerstörung 1945 wurde die Sempergalerie 1955 bis 1960 wiederaufgebaut. Sie ist Sitz der Gemäldegalerie Alte Meister und der Skulpturensammlung bis 1800 der Staatlichen Kunstsammlungen Dresden.

## Geschichte

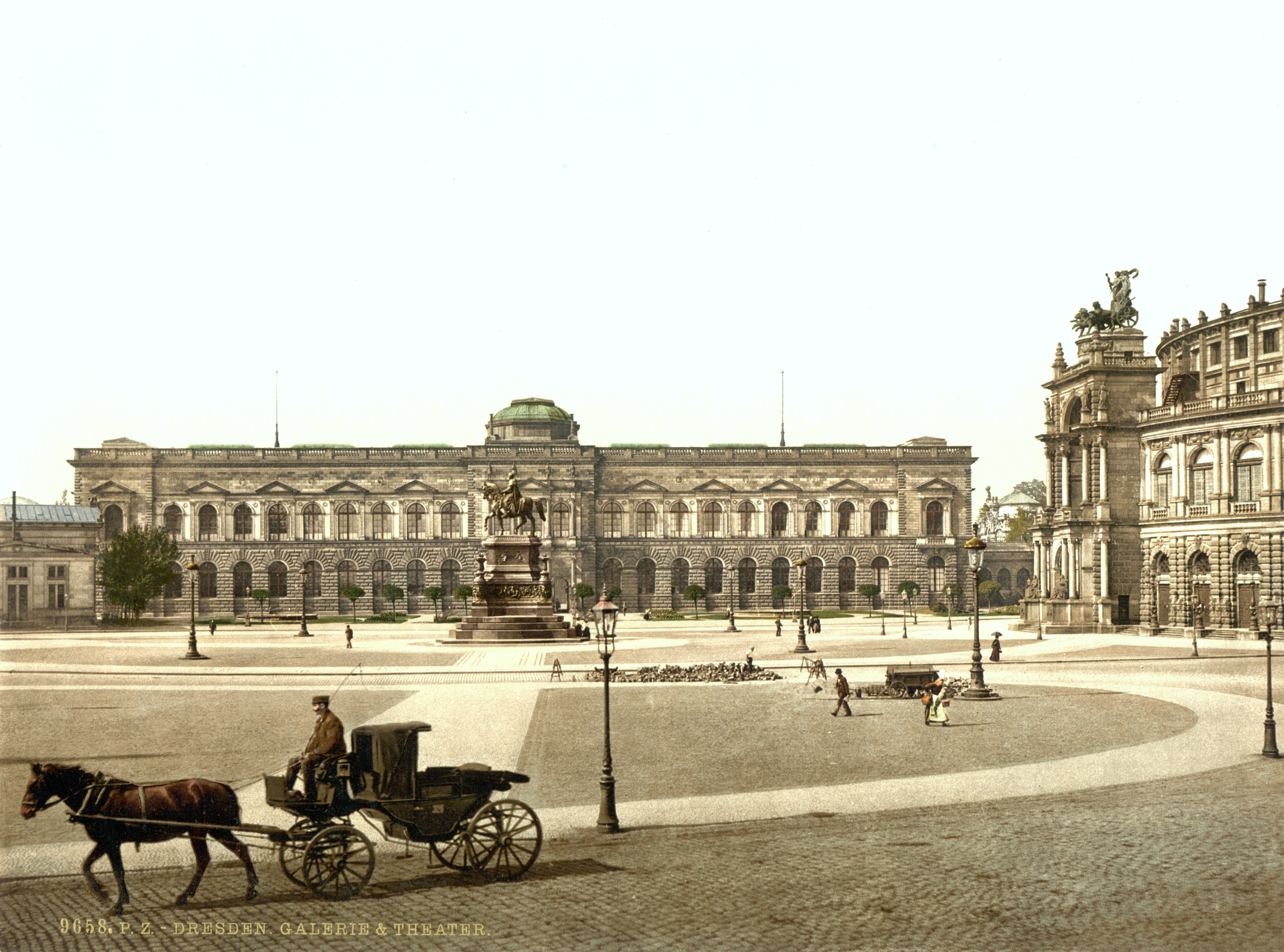
Sempergalerie um 1900

Aufgrund des Bedürfnisses nach einem neuen Museumsgebäude für die Gemäldegalerie, das den Erfordernissen des 19. Jahrhunderts entspricht, wurde Gottfried Semper 1838 durch die von König Friedrich August II. eingesetzte Galeriekommission beauftragt, einen Galeriebau zu entwerfen. In den 1840er Jahren wurden auch andere Standorte und der zweckdienliche Umbau bestehender Gebäude diskutiert, darunter der vormaligen Calberlaschen Zuckersiederei am Theaterplatz. Die Grundsteinlegung der Galerie erfolgte 1847. Als Semper wegen seiner Beteiligung am Maiaufstand 1849 aus dem Königreich Sachsen fliehen musste, war der Bau bis zum Erdgeschoss fertiggestellt. Die Bauleitung nach Sempers Flucht übernahmen Karl Moritz Haenel und Sempers treuester Schüler, Hofbaumeister Bernhard Krüger. Die Dresdner Bildhauer Ernst Rietschel und Ernst Julius Hähnel wurden beauftragt, den plastischen Fassadenschmuck zu modellieren. Das „ikonografische Programm“ spielte bei den Museumsbauten des 19. Jahrhunderts eine bedeutende Rolle: Die Darstellungen an der Fassade wurden in Beziehung zu den Kunstwerken im Museum gestellt.
Semper nahm auf die Motivauswahl der Sandsteinarbeiten Einfluss. Im Semperarchiv der Eidgenössischen Technischen Hochschule in Zürich existiert ein handschriftliches Dokument zu diesem Fassadenprogramm. Die Dresdner Unterlagen zur Baugeschichte der Sempergalerie gingen durch Kriegseinwirkungen im Zweiten Weltkrieg verloren. An der Fassade zum Theaterplatz stammen die dargestellten Personen aus der klassischen Antike und an der Südseite (zum Zwingerhof gelegen) aus dem christlich-abendländischen Kulturkreis. Rietschel und Hähnel teilten sich die künstlerische Ausführung und legten der Baukommission 1850 ihre Entwürfe vor, die am 28. Februar 1851 durch den sächsischen König Friedrich August II. mit der Auflage genehmigt wurden, die plastischen Entwürfe bis Ende 1853 fertigzustellen. Rietschel übernahm die Verantwortung für die Theaterplatzseite und Hähnel war für die Zwingerseite zuständig. Die beschwerlichen Arbeiten wurden unter der Aufsicht der Bildhauer direkt an der Baufassade vom Gerüst aus nach Tonmodellen durch Steinmetze ausgeführt. Nach schweren Schäden durch alliierte Luftangriffe 1945 wurde die Sempergalerie in den Jahren 1955 bis 1960 rekonstruiert. Zuletzt wurde sie 2013 bis 2019 für rund 50 Millionen Euro generalsaniert. Die Sempergalerie beherbergt im Obergeschoss die Gemäldegalerie Alte Meister und im Erdgeschoss die Skulpturensammlung bis 1800 der Staatlichen Kunstsammlungen Dresden. Das Museumsgebäude wird auch als Semperbau bezeichnet.

## Beschreibung

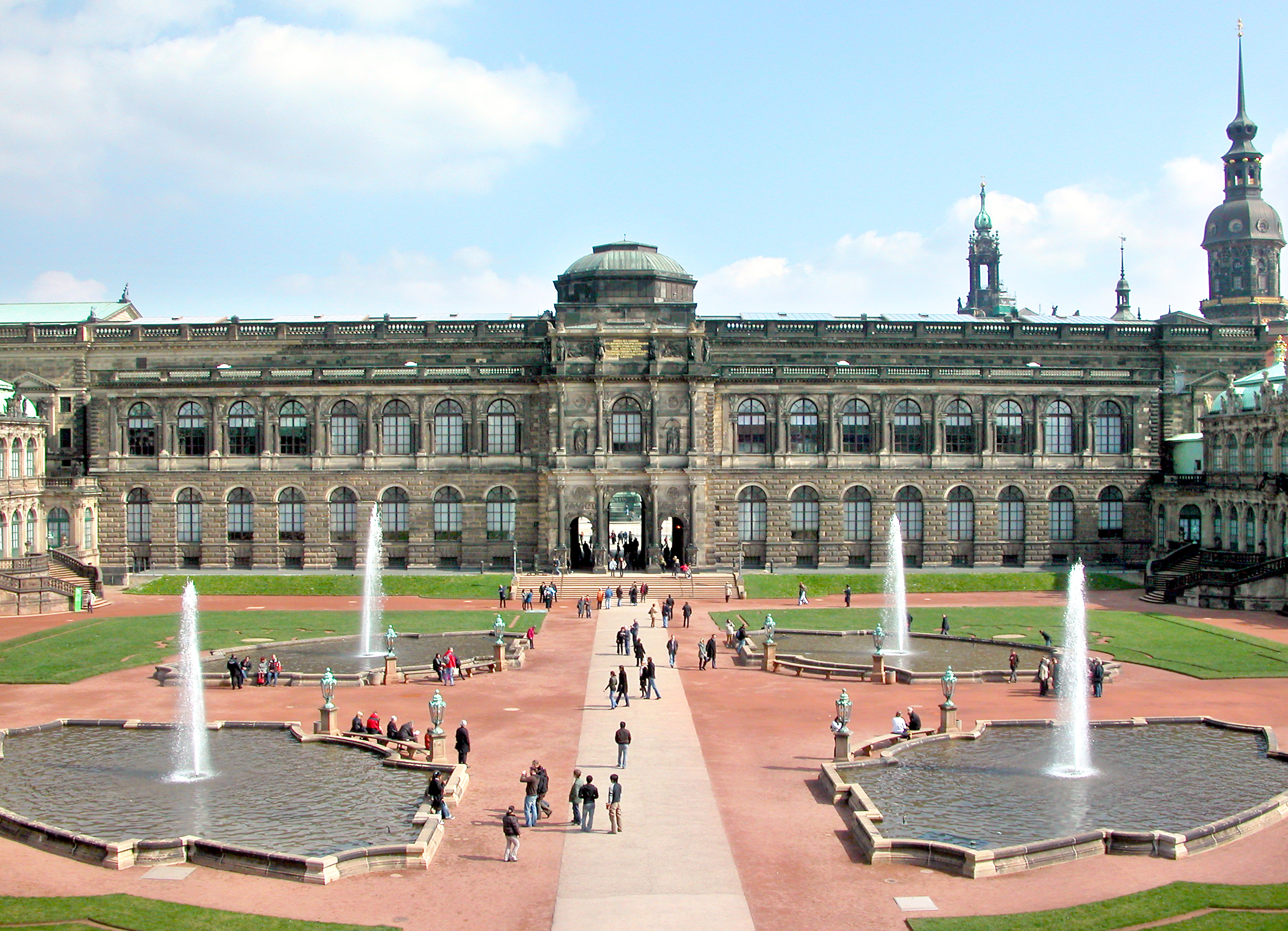
Sempergalerie, Ansicht vom Zwingerhof

### Äußeres
Die Sempergalerie ist ein dreigeschossiger Sandsteinbau. Der denkmalgeschützte Bau begrenzt den Zwinger nach Nordosten zur Elbe hin. Die Schaufassade ist in 23 und die Seitenfassaden sind in drei Achsen unterteilt. Die Fassade zeigt einen Mittel- und zwei Seitenrisalite. Der mittlere Risalit ist dreiachsig, während die beiden Seitenrisalite einachsig sind. Die Fassade zum Theaterplatz hat im Obergeschoss rundbogige Fenster, die mit Ädikulafenstern abwechseln. Der Mittelrisalit zeigt eine architektonische Dominanz: So wegen der Vollsäulen „als zweite Raumschicht“ und des Triumphbogenmotivs; Bauplastik in Form von Statuen bleibt auf den Mittelrisaliten beschränkt. Die Rücklagen des Mittelrisalits verkörpern leichtere Achsen, darüber befinden sich Kreismedaillons mit Büsten. Die figürliche Reliefplastik bleibt ebenso auf den Mittelrisalit beschränkt. Die Skulpturen stellen die folgenden Personen dar: Perikles, Pheidias, Lysippos und Alexander der Große. Der Bau hat eine zweigeschossige Front vor einem dreigeschossigen Kernbau, wobei das Untergeschoss eine kräftige Rustika aufweist. Die Fensterachsen werden als Arkaden interpretiert. Das Obergeschoss der Fassade zum Zwingerhof zeigt eine gleichförmige Reihung bestehend aus Rundbogenfenstern mit Palladiomotiv und Halbsäulen. Den oberen Abschluss bildet eine Attika. Der mittlere Risalit zum Zwingerhof wird in beiden Geschossen als antiker Triumphbogen mit vorgestellten korinthischen Vollsäulen dargestellt. Im Erdgeschoss zeigen die Pfeiler des Mittelrisalits das Palladiomotiv. Vorgelegte Säulen, die kanneliert sind, tragen Architrav und Gebälk. Im Obergeschoss des Mittelrisaliten sind statt der seitlichen Öffnungen Nischenfiguren zu finden.
Der Risalit wird mit einer oktogonalen Kuppel abgeschlossen. Der Durchgang wird vom Oktogon des Kuppelbaus bestimmt. Vorbild war dabei der Triumphbogen des Septimius Severus oder des Konstantin in Rom. Als Semper im Mai 1849 wegen der Beteiligung an der Revolution Dresden verlassen musste, war das Museum bis zur Erdgeschoßhöhe fertiggestellt. Sempers Nachfolger Hofbaurat Krüger und Oberlandbaumeister Hänel wussten nicht, dass er die Kuppel sich weit großartiger gedacht hatte als in einem Modell, das nur dazu dienen sollte, die Proportionen danach zu korrigieren. Er wollte die Kuppel rund, viel höher, oben abgestuft und glatt, er wollte sie durch vier reichgegliederte und mit Skulpturen verzierte Bogenfenster erleuchten und obenauf eine kolossale Gruppe von getriebenem Metall stellen. Krüger und Hänel aber führten die Kuppel nach dem Versuchsmodell ganz niedrig aus, machten sie sogar achteckig, ohne Stufen und mit schwerem Quader- oder Tafelwerk. Die Skulpturen stellen die folgenden Personen dar: Raffael, Michelangelo, Dante, Giotto, Holbein, Dürer, Cornelius und Goethe. Mit 127,35 Metern Länge und 23,77 Metern Höhe ist die Sempergalerie das größte Gebäude am Zwinger.

### Verzierungen
An der Sempergalerie befinden sich 120 Sandsteinskulpturen an der Außenfassade, insbesondere 12 Statuen, 16 Reliefs, 20 Medaillons und 72 Zwickelfiguren über den Fenstern und Torbögen. Über 160 Figuren aus unterschiedlichsten Epochen (von Zeus über Moses und Michelangelo bis hin zu Goethe) sind zu sehen. Bei ihrer Gründung galt die Dresdner Sempergalerie als das „großartigste und am reichsten verzierte Museumsgebäude der neuesten Zeit“. Das Relief „Amor und Psyche“ schmückt den Haupteingang der Gemäldegalerie als Supraporte. Nach einer Erzählung in den Metamorphosen des Apuleius (160 n. Chr.) hatte Psyche im Auftrag der Göttin Venus eine Salbenbüchse, die Pyxis der Persephone, aus der Unterwelt geholt. Es war ihr untersagt, das Gefäß zu öffnen, und weil sie dieses Gebot nicht befolgte, fiel sie in einen todesähnlichen Schlaf. Der herbeigeeilte Amor rettet Psyche mit einem Stich seines Pfeils aus der Ohnmacht und erweckt sie zu ewiger Liebe. Mit weit ausgebreiteten Flügeln kniet Amor neben der Erwachenden, sie liebevoll umfassend. Ein Rosenzweig symbolisiert die aufblühende Liebe. Dieser antike Mythos war in der Zeit der Romantik ein beliebtes Thema in der bildenden Kunst. Das Erlösungsthema wird als Verbindung der klassischen Antike mit der christlichen Thematik in den Werken der Gemäldegalerie Alte Meister in der Sempergalerie gedeutet.

### Inneres
Das Erdgeschoss auf der Ostseite ist als eine Säulenhalle mit schlanken ionischen Säulen von schwarzem Marmor und steil ansteigenden Gewölbegurten gestaltet. Im oberen Teil des Treppenraumes befanden sich auf den grau in grau gemalten Wandfeldern die allegorischen Gestalten der Malerei und der Saxonia. Künstler war der Maler C. Rolle. Auf der Westseite wird das Treppenhaus durch das Vestibül aufgenommen. Dieses ist mit Kreuzgewölben versehen, die sich auf korinthischen Säulen von poliertem grauen sächsischen Granit stützen. Die Kapitelle sind aus Sandstein, weiß bemalt und mit einer Goldverzierung versehen. Die beiden Seitenhallen stattete man mit Tonnengewölben aus; sie zeigen zierliche Rosetten in den Kassetten. Die Mittelsäle im Obergeschoss sind mit einem Oberlicht versehen. Die dekorativen Malereien im Inneren sind verlorengegangen. Sie waren grau in grau, auf mattgrünem oder gelblichen Grund gehalten. An den Wänden der Seitenhalle waren Friese von Gipsreliefs angebracht, die die Geschichte der italienischen, deutschen und niederländischen Maler zeigten. Das Innere der Sempergalerie wurde 1945 zerstört. In der anschließenden Rekonstruktion stellte man die ursprünglichen Malereien stark vereinfacht dar. In der Sempergalerie befand sich bis zum September 2012 die Sammlung der Rüstkammer. Sie wurde 2013 in den Riesensaal im Residenzschloss Dresden verlegt.

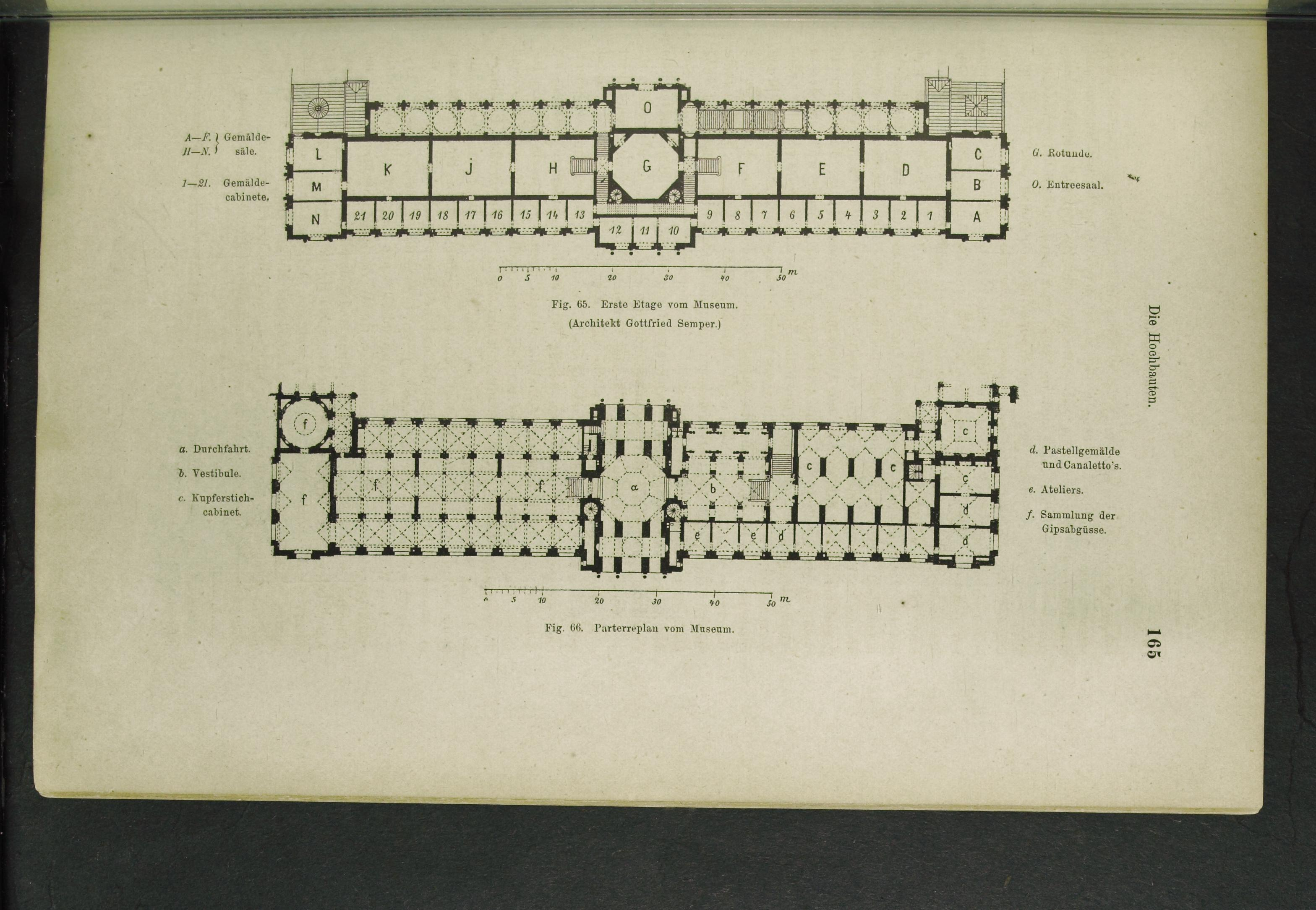
Grundrisse
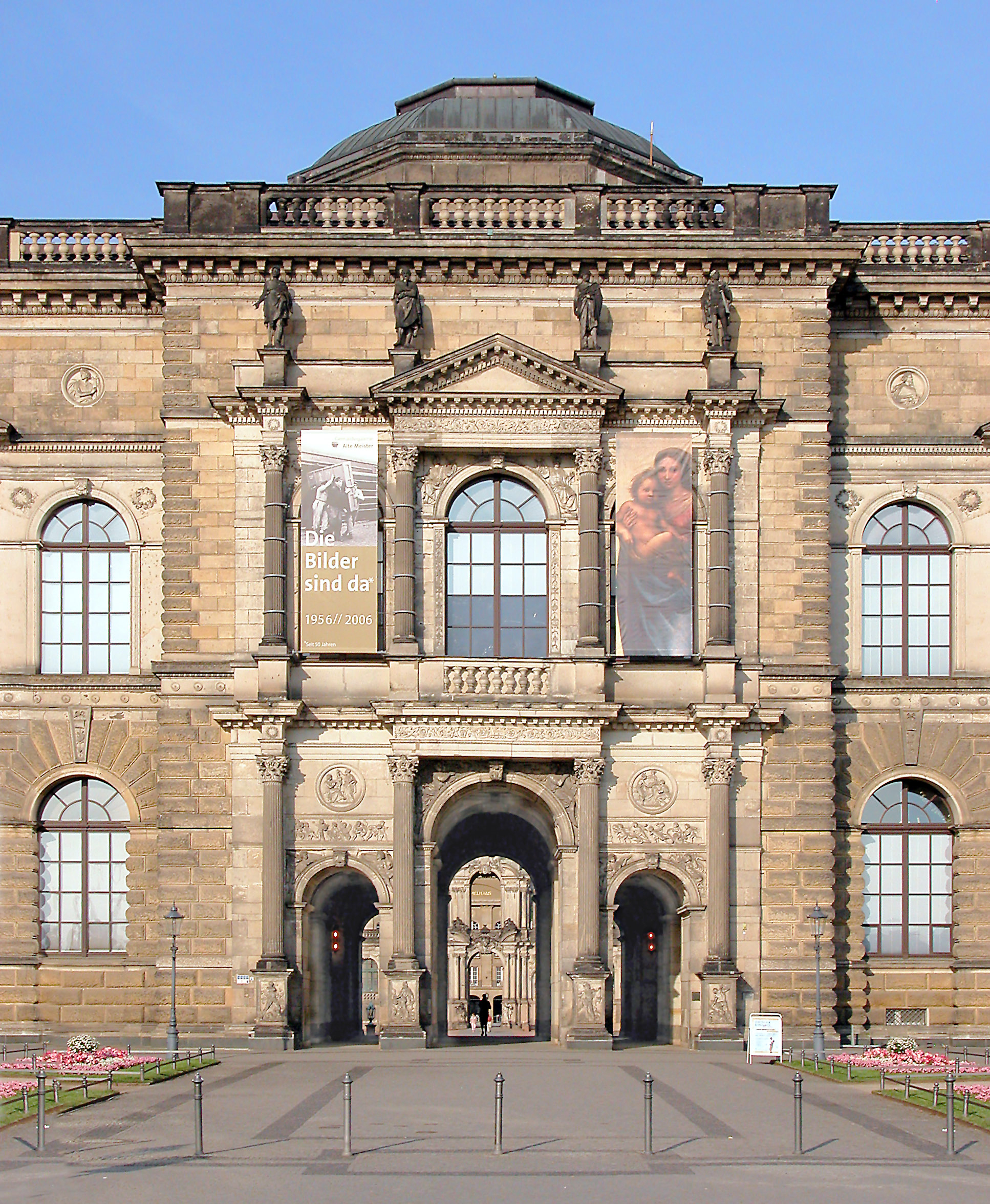
Ostportal
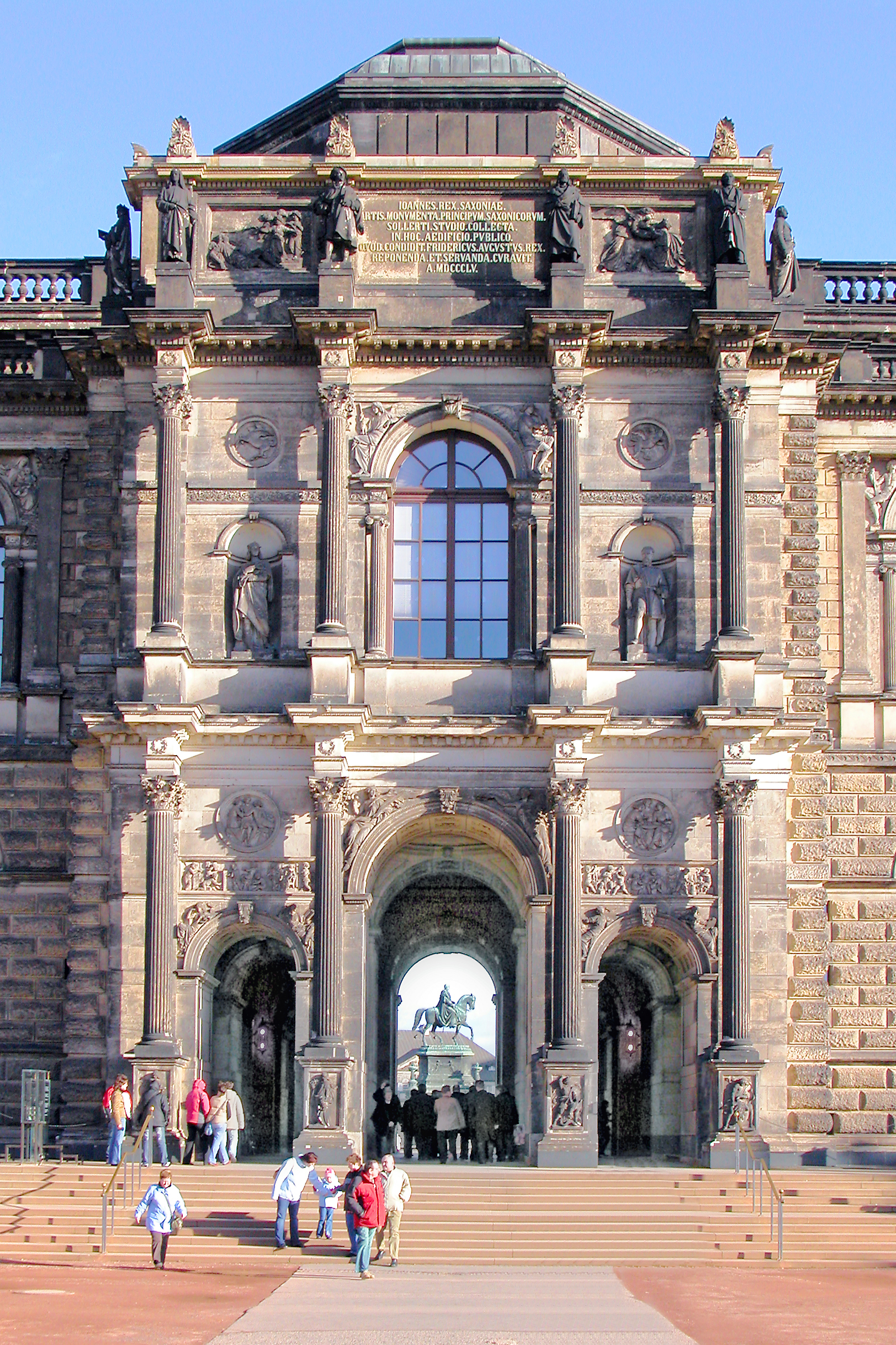
Westportal
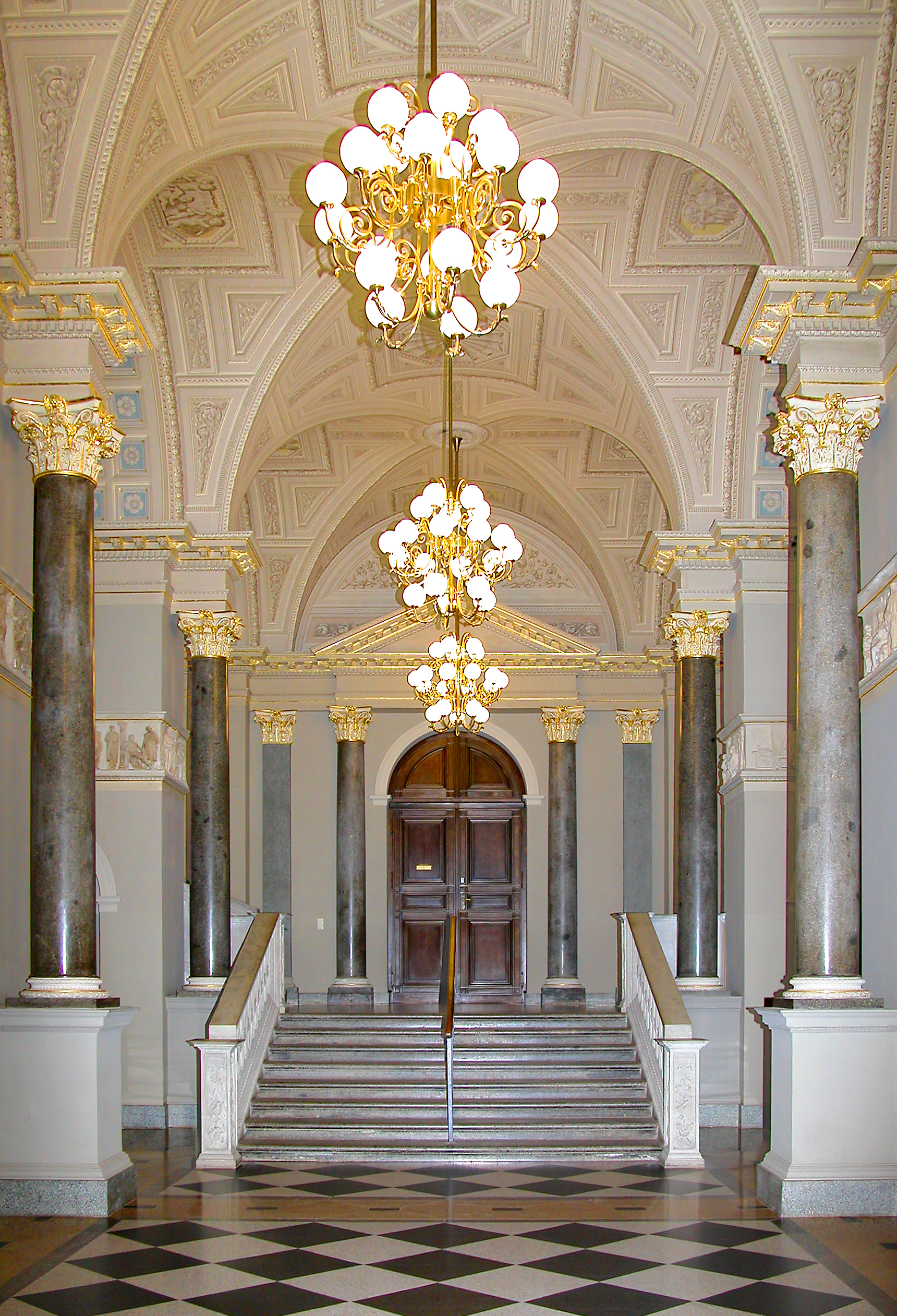
Vestibül
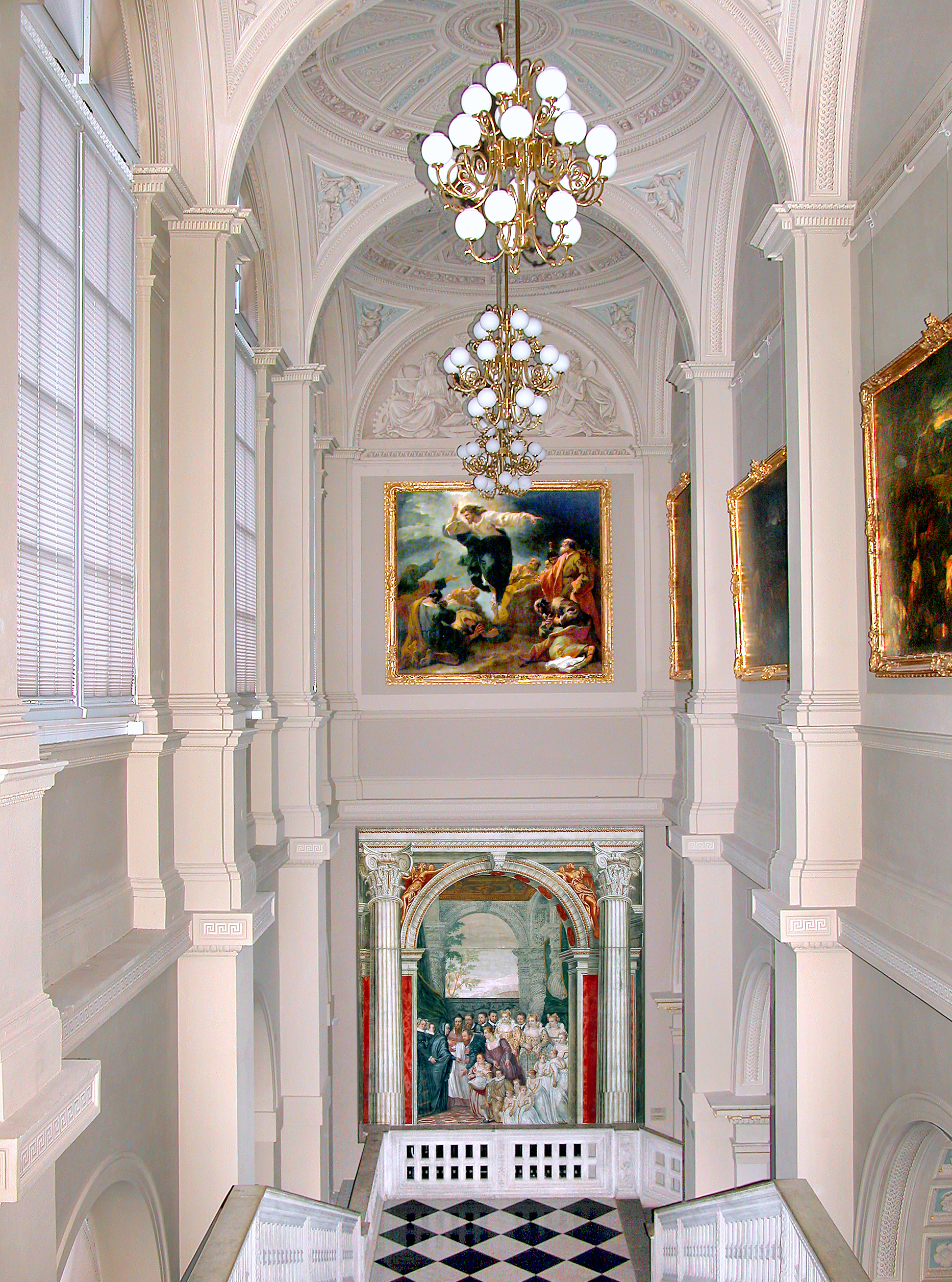
Treppenhaus